# Tara Karamatijević
Tara Karamatijević (1968) je slikar i dizajner.
Predsednica je Udruženja likovnih i primenjenih umetnosti „Tara Art“, član umetničke grupe Arte od 2000. godine. Pored slikarstva bavi se i dizajnom nakita i humanitarnim radom kroz umetnost.
Donirala je slike za glavni hol u Urgentnom centru Beograd i nakit za prodajnu humanitarnu izložbu u cilju prikupljanja sredstava za Urgentni centar Beograd.
Unuka je Piva Karamatijevića. Živi i radi u Beogradu.

## Nagrade
- Nagrada za slikarstvo „BELI ANĐEO”, 2001.
- Dizajner godine umetničke grupe ARTE, 2012.

## Izložbe
Izlagala је na više samostalnih i kolektivnih izložbi u zemlji i inostranstvu.
- Konak Kneginje Ljubice 1998. godine
- Kolarčeva zadužbina Beograd 1999. godine
- Etnografski muzej 2000.[3]
- Izložba u Češkoj ambasadi 2002. godine
- Modni klub Rezime 1998 godine
- Izložba slika, Dani Srpske kulture u Istri, Pula 2010
- Dvorec Kraljice Marije, Balčik (Bugarska) 2008 godine (revija nakita i izložba slika)
- Salon , Francuska 2008.[2]

## Galerija
- Autoportret, ulje na platnu, 40x50 cm
- U noći Van Goga, ulje na platnu, 150x170cm

## Spoljašnje veze
- Zvanična prezentacija